# Sœurs de la Bienheureuse Vierge Marie de Lorette
Les sœurs de la Bienheureuse Vierge Marie de Lorette (en latin : Congregatio Sororum Beatae Mariae Lauretanae) sont une congrégation religieuse féminine enseignante et hospitalière de droit pontifical. 

## Historique
La congrégation est fondée le 31 juillet 1920 à Varsovie par Ignace Kłopotowski (1866-1931) pour les personnes les plus dans le besoin en particulier les personnes âgées et les orphelins. Les premières sœurs s'investissent dans les jardins d'enfants à Varsovie et travaillent dans l'imprimerie appartenant au père Kłopotowski, spécialisée dans la diffusion de la foi aux travers de dépliants et de magazines.
En 1940 les sœurs adoptent la règle de saint Benoît, leurs constitutions sont approuvées par le cardinal Stefan Wyszyński le 7 avril 1949 puis de nouveau le 3 juin 1953, l'institut reçoit le décret de louange le 24 mai 1971.

## Activités et diffusion
Les sœurs se dédient à l'impression et la distribution de magazines et de livres religieux, à l'enseignement, aux soins des personnes âgées et aux services des paroisses. 
Elles sont présentes en :
- Europe : Pologne, Italie, Roumanie, Russie, Ukraine.
- Amérique : États-Unis.

La maison généralice est à Varsovie.
En 2017, la congrégation comptait 195 sœurs dans 20 maisons.